# 유방 (동향절후)
유방(劉方, ? ~ ?)은 전한 후기의 제후로, 양경왕의 아들이다.

## 생애
건소 원년(기원전 38년), 동향후(東鄕侯)에 봉해졌다.
시호를 절이라 하였고, 작위는 아들 유호가 이었다.

## 출전
- 반고, 《한서》 권15하 왕자후표 下

| 선대 (첫 봉건) | 전한의 동향후 기원전 38년 정월 ~ ? | 후대 아들 유호 |